# Chata pri Popradskom plese
Chata pri Popradskom plese (dříve Chata kapitána Morávky) je horská chata ve Vysokých Tatrách ležící v nadmořské výšce 1 494 metrů na břehu Popradského plesa. 

## Historie
Původní chata na břehu Popradského plesa nesla název Majláthova chata. Byla postavena v roce 1879 uherským Karpatským spolkem. Chata však vyhořela a tak byla v roce 1881 postavena nová, která však o několik let později vyhořela rovněž. V roce 1892 tak byla u Popradského plesa postavena další, která však kapacitně nevyhovovala a tak byla vybudována chata další – v pořadí čtvrtá. Tato vydržela téměř 60 let, dokud neshořela. 
V roce 1961 byla u Popradského plesa postavena nová (současná), mohutná chata, která dostala název Chata kapitána Morávky. Po roce 1989 se přejmenovala na Chatu pri Popradskom plese. Chata je postavena ve stylu socialistického realizmu s prvky lidové architektury. V roce 2010 byla znovu zprovozněna Majláthova chata.

## Přístup
Chata se nachází na trase Tatranské magistrály, takže je pěšky přístupná po celý rok. K chatě vede asfaltová silnice, čili zde je za určitých podmínek možný i příjezd autem (pro ubytované nebo na zvláštní povolení), jinak je nutno parkovat na parkovišti u zastávky Popradské Pleso Tatranské elektrické železnice.
- Po modré turistické značce je možný výstup od zastávky Tatranských elektrických železnic Popradské Pleso a trvá asi 1 hod. Značka částečně kopíruje asfaltovou příjezdovou silnici.
- Po magistrále od Štrbského plesa (1 hodina letní cestou nebo 1:15 zimní cestou).
- Po magistrále od Sliezského domu kolem Batizovského plesa (3:30 hod) (pouze v létě).